# 방카블리퉁주

방카블리퉁주의 위치

방카블리퉁주(인도네시아어: Kepulauan Bangka Belitung)는 인도네시아의 주 가운데 하나로, 수마트라섬 남동쪽에 위치하고 있다. 방카섬과 블리퉁섬으로 구성되어 있으며 주도는 방카섬에 있는 도시인 팡칼피낭이다. 인구는 1,043,456명(2005년 기준), 면적은 16,424.23 km2이다. 2000년 11월 21일에 남수마트라주에서 분리되어 신설되었다.

방카블리퉁주의 기
방카블리퉁주의 문장

## 도시
- 팡칼피낭(Pangkal Pinang)
- 탄중판단(Tanjung Pandan) – 블리퉁섬에서 가장 큰 도시이다.

## 인구
2005년 통계에 따르면 방카블리퉁주에는 약 1,300,000명의 사람이 살고 있다. 인구의 65%는 말레이인이며 30%는 화교, 객가인이다.

## 생산
방카블리퉁주는 주석과 후추의 가장 큰 생산지이다.